# Circondario di Vasto
Il circondario di Vasto era uno dei tre circondari in cui era suddivisa la provincia di Chieti.

## Storia
Con l'Unità d'Italia (1861) la suddivisione in province e circondari stabilita dal decreto Rattazzi fu estesa all'intera penisola.
Il circondario di Vasto venne soppresso nel 1926 e il territorio rimase interamente nella provincia di Chieti.

## Suddivisione amministrativa all'atto dell'istituzione (1861)
All'atto di istituzione il circondario comprendeva 9 mandamenti ulteriormente suddivisi in 40 comuni:
- Mandamento di Vasto, con i comuni di Monteodorisio, Cupello e San Salvo
- Mandamento di Paglieta, con il comune di Torino
- Mandamento di Casalbordino, con i comuni di Villalfonsina, Pollutri e Scerni
- Mandamento di Atessa, con i comuni di Tornareccio e Casalanguida
- Mandamento di Bomba, con i comuni di Archi, Perano, Colledimezzo, Pietraferrazzana, Monteferrante e Montazzoli
- Mandamento di Gissi, con i comuni di Carpineto e Guilmi
- Mandamento di San Buono, con i comuni di Liscia, Furci, Lentella, Fresagrandinaria e Dogliola
- Mandamento di Castiglione Messer Marino, con i comuni di Roccaspinalveti, Fraine, Schiavi e Castelguidone
- Mandamento di Celenza, con i comuni di San Giovanni Lipioni, Torrebruna, Carunchio, Palmoli e Tufillo

## Variazioni amministrative
1863
- Torino ridenominata Torino di Sangro
- Carpineto ridenominata Carpineto Sinello
- Celenza ridenominata Celenza sul Frigno

1864
- Celenza sul Frigno ridenominata Celenza sul Trigno